# Liste des États membres de la Société des Nations
Entre 1920 et 1946, 63 pays ont adhéré à la Société des Nations. L'organisation s'est réunie pour la première fois le 10 janvier 1920 et a été dissoute le 18 avril 1946.
Sur les 42 membres fondateurs, 24 sont restés membres jusqu'à ce que la Société des Nations soit dissoute. Vingt-et-un autres pays y ont adhéré entre 1920 et 1937, mais sept l'ont quittée avant 1946. 

## 1919: membres fondateurs
- Union d'Afrique du Sud
- Argentine
- Australie
- Belgique
- Bolivie
- Brésil (se retire le 14 juin 1926)
- Canada
- Chili (se retire le 14 mai 1938)
- Colombie (se retire le 16 juillet 1938)
- Cuba
- Danemark (se retire en juillet 1940)
- Royaume d'Espagne (se retire en 1939)
- France (l'État collaborationniste  français  se retire le 18 avril 1941, ce retrait n'est pas reconnu par la France libre)
- Royaume de Grèce
- Guatemala (se retire le 26 mai 1936)
- Haïti (se retire en avril 1942)
- Honduras (se retire le 10 juin 1936)
- Inde
- Italie (se retire le 11 décembre 1937)
- Japon (se retire le 27 mars 1933)
- Liberia
- Nicaragua (se retire le 27 juin 1936)
- Norvège
- Nouvelle-Zélande
- Panama
- Paraguay (se retire 23 février 1935)
- Pays-Bas
- Pérou (se retire le 8 avril 1939)
- Perse (devenue  Iran en 1934)
- Pologne
- Portugal
- République de Chine
- Roumanie (se retire en juillet 1940)
- Royaume-Uni
- Salvador (se retire le 11 août 1937)
- Siam (devenu  Thaïlande en 1939)
- Suède
- Suisse
- Tchécoslovaquie (se retire le 15 mars 1939)
- Uruguay
- Venezuela (se retire le 12 juillet 1938)
- Royaume des Serbes, Croates et Slovènes (renommé en  Royaume de Yougoslavie en 1929, se retire le 17 avril 1941, adhère à nouveau en octobre 1944)

## 1920
- Albanie (adhère le 17 décembre 1920, se retire le 9 avril 1939)
- Autriche (adhère le 15 décembre 1920, se retire le 13 mars 1938)
- Bulgarie (adhère le 16 décembre 1920)
- Costa Rica (adhère le 16 décembre 1920, se retire le 22 janvier 1925)
- Finlande (adhère le 16 décembre 1920)
- Luxembourg (adhère le 16 décembre 1920, se retire le 30 août 1942)

## 1921
- Estonie (adhère le 22 septembre 1921)
- Lettonie (adhère le 22 septembre 1921)
- Lituanie (adhère le 22 septembre 1921)

## 1922
- Royaume de Hongrie (adhère le 18 septembre 1922, se retire le 11 avril 1939)

## 1923
- Éthiopie (adhère 28 septembre 1923)
- Irlande (adhère le 10 septembre 1923)

## 1924
- République dominicaine (adhère le 29 septembre 1924)

## 1926
- Allemagne, adhère le 8 septembre 1926 ; se retire le 21 octobre 1933)

## 1931
- Mexique (adhère le 23 septembre 1931)

## 1932
- Royaume d'Irak (adhère le 3 octobre 1932)
- Turquie (adhère le 18 juillet 1932)

## 1934
- Afghanistan (adhère le 27 septembre 1934)
- Équateur (adhère le 28 septembre 1934)
- Union soviétique (adhère le 18 septembre 1934; est exclue le 14 décembre 1939)

## 1937
- Royaume d'Égypte (adhère le 26 mai 1937)